# Gastein Ladies 2010
Il Gastein Ladies 2010 è stato un torneo femminile di tennis giocato sulla terra rossa. È stata la 4ª edizione del Gastein Ladies, che fa parte della categoria International nell'ambito del WTA Tour 2010.
Si è giocato a Bad Gastein in Austria, dal 19 al 25 luglio 2010.

## Partecipanti

### Teste di serie
| Giocatrice                 | Nazionalità | Ranking* | Testa di serie |
| -------------------------- | ----------- | -------- | -------------- |
| Andrea Petković            | Germania    | 36       | 1              |
| Timea Bacsinszky           | Svizzera    | 41       | 2              |
| Anabel Medina Garrigues    | Spagna      | 44       | 3              |
| Klára Zakopalová           | Rep. Ceca   | 45       | 4              |
| Sybille Bammer             | Austria     | 48       | 5              |
| Barbora Záhlavová-Strýcová | Rep. Ceca   | 52       | 6              |
| Tathiana Garbin            | Italia      | 63       | 7              |
| Anastasija Sevastova       | Lettonia    | 64       | 8              |

- Ranking al 12 luglio 2010.

### Altre partecipanti
Giocatrici che hanno ricevuto una Wild card:
- Nikola Hofmanová
- Melanie Klaffner
- Patricia Mayr

Giocatrici passate dalle qualificazioni:
- Kacjaryna Dzehalevič
- Laura Pous Tió
- Lesya Tsurenko
- Lenka Tvarošková

## Campionesse

### Singolare
Julia Görges ha battuto in finale  Timea Bacsinszky con il punteggio di 6–1 6–4

### Doppio
Lucie Hradecká /  Anabel Medina Garrigues hanno battuto in finale  Timea Bacsinszky /  Tathiana Garbin con il punteggio di 6(2)–7, 6–1, [10–5]